# Epinecrophylla
Epinecrophylla es un género de aves paseriformes perteneciente a la familia Thamnophilidae que agrupa a especies nativas de la América tropical (Neotrópico), cuyas áreas de distribución se encuentran desde Honduras a través de América Central y del Sur hasta el sureste de Perú, norte de Bolivia y sur de la Amazonia brasileña, pero principalmente en la cuenca del Amazonas. Anteriormente, sus especies estaban incluidas en Myrmotherula, de donde fueron separadas e incluidas en el presente en 2006. A sus miembros se les conoce por el nombre común de hormigueritos. La taxonomía de este género está en permanente evolución con frecuentes inclusiones y exclusiones de especies.

## Etimología
El nombre genérico femenino «Epinecrophylla» se compone de las palabras griegas «epi» que significa ‘sobre’, «nekros» que significa ‘muerto’, y «phullon» que significa ‘hoja’, reflejando la fuerte predilección de las especies de este género por buscar insectos en hojas muertas colgantes.

## Características
Las especies de este género son tamnofílidos pequeños, de colas bastante cortas, midiendo entre 10 y 11,5 cm de longitud, que prefieren el denso sotobosque de bosques húmedos de baja altitud, donde se mueven rápidamente, son tímidos y difíciles de ver. Se caracterizan por buscar su alimento en hojas muertas.

## Lista de especies
Según las clasificaciones del Congreso Ornitológico Internacional (IOC) y Clements Checklist/eBird agrupa a las siguientes especies, con el respectivo nombre popular de acuerdo con la Sociedad Española de Ornitología (SEO), u otro cuando referenciado:
| Imagen | Nombre científico                       | Autor                                                                         | Nombre común                     | Estado de conservación | Distribución |
| ------ | --------------------------------------- | ----------------------------------------------------------------------------- | -------------------------------- | ---------------------- | ------------ |
|        | Epinecrophylla fulviventris             | (Lawrence, 1862)                                                              | hormiguerito leonado             | LC                     |              |
|        | Epinecrophylla gutturalis               | (P.L. Sclater & Salvin, 1881)                                                 | hormiguerito ventripardo         | LC                     |              |
|        | Epinecrophylla leucophthalma            | (Pelzeln, 1868)                                                               | hormiguerito ojiblanco           | LC                     |              |
|        | Epinecrophylla haematonota              | (P.L. Sclater, 1857)                                                          | hormiguerito dorsirrojo          | LC                     |              |
|        | Epinecrophylla (haematonota) pyrrhonota | (P.L. Sclater & Salvin, 1873)                                                 | hormiguerito del Negro;          | NE                     |              |
|        | Epinecrophylla haematonota fjeldsaai    | (Krabbe, M.L. Isler, P.R. Isler, Whitney, Álvarez Alonso & Greenfield, 1999)  | hormiguerito del Yasuní          | NE                     |              |
|        | Epinecrophylla amazonica                | (H. von Ihering, 1905)                                                        | hormiguerito dorsirrojo oriental | LC                     |              |
|        | Epinecrophylla (amazonica) dentei       | Whitney, M.L. Isler, Bravo, Aristizábal, Schunck, Silveira & Piacentini, 2013 | hormiguerito del Roosevelt       | NE                     |              |
|        | Epinecrophylla spodionota               | (P.L. Sclater & Salvin, 1880)                                                 | hormiguerito submontano          | LC                     |              |
|        | Epinecrophylla ornata                   | (P.L. Sclater, 1853)                                                          | hormiguerito ornado              | LC                     |              |
|        | Epinecrophylla (ornata) hoffmannsi      | (Hellmayr, 1906)                                                              | hormiguerito ornado oriental     | LC                     |              |
|        | Epinecrophylla erythrura                | (P.L. Sclater, 1890)                                                          | hormiguerito colirrufo           | LC                     |              |

## Taxonomía
Diversos autores sugirieron que el género Myrmotherula no era monofilético, uno de los grupos que fueron identificados como diferente del Myrmotherula verdadero fue el grupo haematonota, cuyos miembros comparten similitudes de plumaje, de hábitos de alimentación y de vocalización. Finalmente, análisis filogenéticos de la familia conducidos por Isler et al. (2006), incluyendo seis especies del grupo haematonota y más doce de Myrmotherula, encontraron que los dos grupos no estaban hermanados. Para aquel grupo fue descrito el presente género Epinecrophylla. La separación en el nuevo género fue aprobada por la Propuesta N° 275 al Comité de Clasificación de Sudamérica (SACC) en mayo de 2007.